# Poona Open 1985
Die Poona Open 1985 (offiziell 6th Poona Snauwaert Open) im Badminton fanden Mitte Februar 1985 statt. Der Finaltag war der 17. Februar 1985.

## Finalresultate
| Disziplin    | Sieger                           | Finalist                              | Ergebnis          |
| ------------ | -------------------------------- | ------------------------------------- | ----------------- |
| Herreneinzel | Kim Brodersen                    | Philip Sutton                         | 18–14, 17–15      |
| Dameneinzel  | Wendy Poulton                    | June Shipman                          | 11–7, 11–7        |
| Herrendoppel | Peter Buch Niels Hansen          | Ola Langmarker Jens Olsson            | 15–9, 15–6        |
| Damendoppel  | Wendy Poulton June Shipman       | Catharina Andersson Karin Wilhelmsson | 15–6, 15–10       |
| Mixed        | Richard Outterside Wendy Poulton | Ola Langmarker Catharina Andersson    | 15–9, 13–15, 15–9 |